# Río Ilave
El río Ilave es un río afluente del lago Titicaca ubicado en la región Puno. La cuenca hidrográfica  abarca los 7832.53 km², tiene una longitud de 211 km.

## Etimología
Existen varias hipótesis sobre la etimología, entre ellas; que proviene de “HILA AURI”, que significa río grande, que proviene de “JILAWI”, que significa, el lugar donde crecí, o de “JILA AUQUI”, que significa Anciano Mayor, o que también proviene de “IÑAWI”, que significa, el lugar de paso por el río por la parte menos honda o más baja.

## Características fisiográficas
El río Ilave se constituye como un sistema de cuenca hidrográfica endorreica que desemboca en la laguna Titicaca. Esta recorre las provincias de Puno, El Collao y Chuicuito y tiene como subcuencas principales a los ríos Huenque y Aguas Calientes. La superficie total de la cuenca del río es de 7,832.53 km2. 
El curso principal de la cuenca del río nace en el río Coypa Coypa y transcurre por los ríos Chichillapi, Llusta Baja, Huenque e Ilave hasta la desembocadura en el lago Titicaca. La longitud del cauce principal es de 211 Km y tiene una pendiente media de 0.40%. 

## Calidad del agua
Se ha reportado que la calidad del agua en los tramos superior e inferior, en general, es mejor que en el tramo medio. Además, se evidencia una clara variación estacional, presentándose mejor calidad en las estaciones lluviosas y secas
Sin embargo, en los últimos años se ha evidenciado contaminación creciente de origen antropogénico, especialmente residuos sólidos, aguas servidas, actividades productivas (camal), entre otras, convirtiéndose en un desafío ambiental.

## Conflicto Social
El 5 de marzo de 2023, seis soldados murieron ahogados al intentar cruzar el río Ilave, en el contexto del Estado de Emergencia decretado por el gobierno de Dina Boluarte. Los hechos ocurrieron durante las protestas sociales que estallaron en diciembre de 2022, tras la destitución y detención del expresidente Pedro Castillo, y se extendieron hasta marzo de 2023.
Las protestas, tuvieron como principales focos las regiones de Puno y Andahuaylas. En este contexto, el gobierno buscaba retomar el control territorial mediante el despliegue de efectivos policiales y las fuerzas armadas.
Los soldados fallecidos fueron jóvenes aymaras que servían como voluntarios militares. El día anterior a su muerte, el sábado 4 de marzo, se registraron enfrentamientos entre civiles y la Policía Nacional en la ciudad de Juli, capital de la provincia de Chucuito (Puno). Como parte de las operaciones militares en la zona, los soldados fueron presuntamente obligados a cruzar el río, pese a las condiciones adversas.
Hasta la fecha, la investigación fiscal, permanece paralizada.